# Цегихи (Титан)

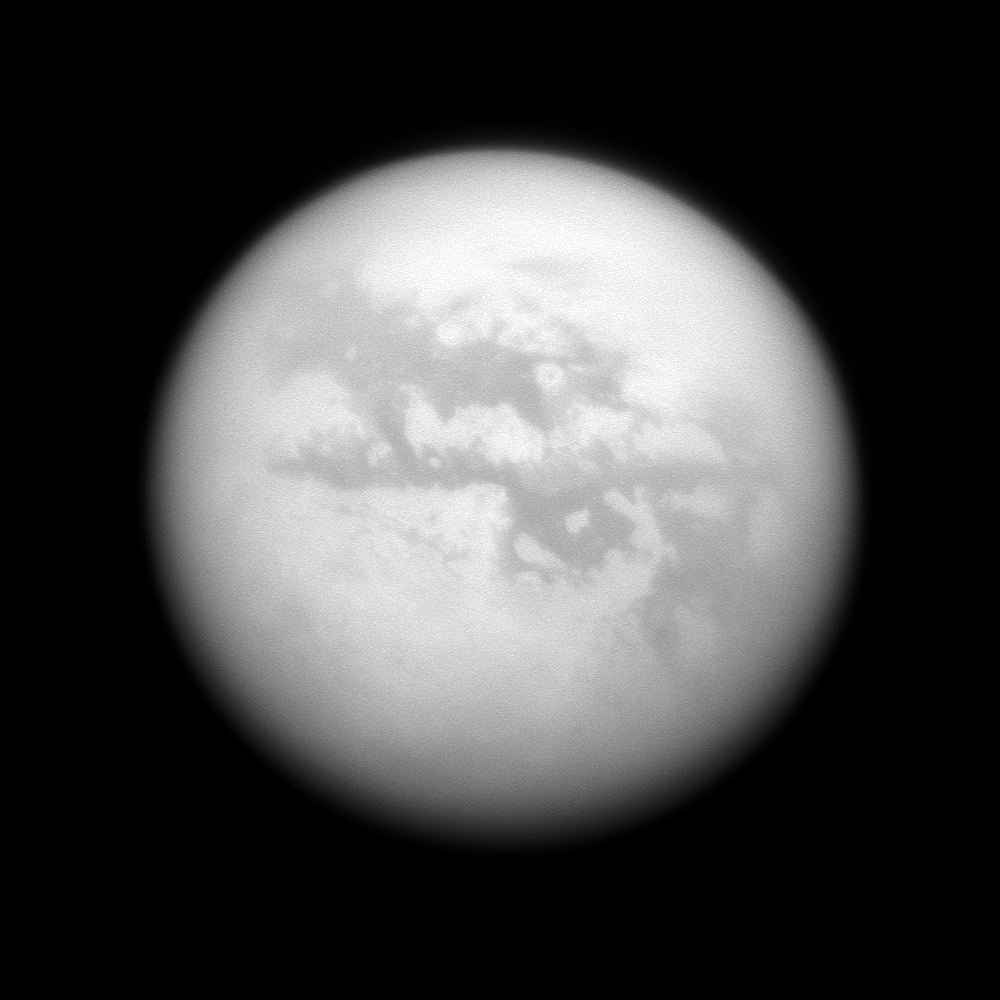
Цегихи — светлая область внизу слева. Инфракрасный снимок Титана, сделанный «Кассини» в 2009 году

Цегихи (лат. Tsegihi) — светлая деталь альбедо на поверхности Титана, самого большого спутника Сатурна. Расположена между тёмными областями Ацтлан (на севере) и Меццорамия (на юге); координаты центра — 40° ю. ш. 10° з. д. / 40° ю. ш. 10° з. д. К северо-западу от неё лежит область Хотэя, а за ней — Ксанаду. На северо-западе Цегихи пересечена полосами Шиванни, а на северо-востоке соединяется с землёй Гаротман.
Снимки, на которых видно Цегихи, были сделаны (в инфракрасном диапазоне) телескопом Very Large Telescope ещё в феврале 2004 года. Вскоре эту область намного детальнее заснял космический аппарат «Кассини-Гюйгенс». Названа в честь священного места индейцев навахо. Это название было утверждено Международным астрономическим союзом в 2006 году.